# Gabinete de Leitura Ruy Barbosa
O Gabinete de Leitura Ruy Barbosa é uma edificação em Jundiaí, inaugurada em 1908, com ata de fundação de 1882. É considerada parte do patrimônio histórico e cultural da cidade paulista e foi tombada pelo CONDEPHAAT em 2010, inscrita no número 367 do Livro do Tombo Histórico, na página 100.
O edifício foi projetado para ser uma biblioteca pública, uma das primeiras em São Paulo. Ainda hoje conta com obras para consulta, além de espaços de socialização e produção cultural.